# Mistrzostwa NCAA Division I w Zapasach w 2001
Mistrzostwa NCAA Division I w zapasach rozgrywane były w Iowa City w dniach 15–17 marca 2001 roku. Zawody odbyły się na terenie Carver–Hawkeye Arena, hali sportowej Uniwersytetu Iowa.
Punkty zdobyło 71 drużyn.
- Outstanding Wrestler – Cael Sanderson[2]

## Wyniki

### Drużynowo
| Kolejność | Szkoła                         | Zespół          |
| --------- | ------------------------------ | --------------- |
| 1.        | University of Minnesota        | Golden Gophers  |
| 2.        | University of Iowa             | Hawkeyes        |
| 3.        | Oklahoma State University      | Cowboys         |
| 4.        | University of Oklahoma         | Sooners         |
| 5.        | University of Illinois         | Fighting Illini |
| 6.        | Iowa State University          | Cyclones        |
| 7.        | University of Michigan         | Wolverines      |
| 8.        | University of Nebraska–Lincoln | Cornhuskers     |

### All American

#### 125 lb
| Lp. | Zawodnik          | Szkoła                |
| --- | ----------------- | --------------------- |
| 1.  | Stephen Abas      | Fresno State          |
| 2.  | Jody Strittmatter | Iowa                  |
| 3.  | LeRoy Vega        | Minnesota             |
| 4.  | A.J. Grant        | Michigan              |
| 5.  | Mario Stuart      | Lehigh                |
| 6.  | Matt Brown        | Oklahoma State        |
| 7.  | Chris Williams    | Michigan State        |
| 8.  | Ruben DeLeon      | Cal State Bakersfield |

#### 133 lb
| Lp. | Zawodnik        | Szkoła         |
| --- | --------------- | -------------- |
| 1.  | Eric Juergens   | Iowa           |
| 2.  | Johnhy Thompson | Oklahoma State |
| 3.  | Witt Durden     | Oklahoma       |
| 4.  | Todd Beckerman  | Nebraska       |
| 5.  | Roman Fleszar   | Hofstra        |
| 6.  | Pat McNamara    | Michigan State |
| 7.  | David Douglas   | Arizona State  |
| 8.  | Brett Lawrence  | Minnesota      |

#### 141 lb
| Lp. | Zawodnik         | Szkoła        |
| --- | ---------------- | ------------- |
| 1.  | Michael Lightner | Oklahoma      |
| 2.  | Doug Schwab      | Iowa          |
| 3.  | Eric Larkin      | Arizona State |
| 4.  | Grant Hoerr      | Wisconsin     |
| 5.  | Mark Conley      | Navy          |
| 6.  | Sean Gray        | Virginia Tech |
| 7.  | Robert Sessley   | Ohio State    |
| 8.  | Chad Erikson     | Minnesota     |

#### 149 lb
| Lp. | Zawodnik        | Szkoła     |
| --- | --------------- | ---------- |
| 1.  | Adam Tirapelle  | Illinois   |
| 2.  | Dave Esposito   | Lehigh     |
| 3.  | Mike Zadick     | Iowa       |
| 4.  | Jared Frayer    | Oklahoma   |
| 5.  | JaMarr Billman  | Lock Haven |
| 6.  | Jared Lawrence  | Minnesota  |
| 7.  | Mike Kulczycki  | Michigan   |
| 8.  | Eric Schmiesing | Hofstra    |

#### 157 lb
| Lp. | Zawodnik       | Szkoła         |
| --- | -------------- | -------------- |
| 1.  | T.J Williams   | Iowa           |
| 2.  | Bryan Snyder   | Nebraska       |
| 3.  | Shane Roller   | Oklahoma State |
| 4.  | Luke Becker    | Minnesota      |
| 5.  | Eric Jorgensen | Oregon State   |
| 6.  | Kirk White     | Boise State    |
| 7.  | Yoshi Nakamura | Pennsylvania   |
| 8.  | Gray Maynard   | Michigan State |

#### 165 lb
| Lp. | Zawodnik        | Szkoła        |
| --- | --------------- | ------------- |
| 1.  | Don Pritzlaff   | Wisconsin     |
| 2.  | Joe Heskett     | Iowa State    |
| 3.  | Matt Lackey     | Illinois      |
| 4.  | Brad Pike       | Minnesota     |
| 5.  | Steve Blackford | Arizona State |
| 6.  | Kevin Stanley   | Indiana       |
| 7.  | Chris Vitale    | Lehigh        |
| 8.  | Ben Shirk       | Iowa          |

#### 174 lb
| Lp. | Zawodnik       | Szkoła         |
| --- | -------------- | -------------- |
| 1.  | Josh Koscheck  | Edinboro       |
| 2.  | Maurice Worthy | Army           |
| 3.  | Otto Olson     | Michigan       |
| 4.  | Jacob Volkmann | Minnesota      |
| 5.  | Tyrone Lewis   | Oklahoma State |
| 6.  | Gabe McMahan   | Iowa           |
| 7.  | Jim Stanec     | Cornell        |
| 8.  | Ati Conner     | Nebraska       |

#### 184 lb
| Lp. | Zawodnik       | Szkoła         |
| --- | -------------- | -------------- |
| 1.  | Cael Sanderson | Iowa State     |
| 2.  | Daniel Cormier | Oklahoma State |
| 3.  | Victor Sveda   | Indiana        |
| 4.  | Andy Hrovat    | Michigan       |
| 5.  | Damion Hahn    | Minnesota      |
| 6.  | Cash Edward    | Boise State    |
| 7.  | Josh Lambrecht | Oklahoma       |
| 8.  | Kyle Hansen    | Northern Iowa  |

#### 197 lb
| Lp. | Zawodnik       | Szkoła         |
| --- | -------------- | -------------- |
| 1.  | Mark Munoz     | Oklahoma State |
| 2.  | Pat Quirk      | Illinois       |
| 3.  | Owen Elzen     | Minnesota      |
| 4.  | Rusty Cook     | Boise State    |
| 5.  | Mike Fickell   | Pennsylvania   |
| 6.  | David Shunamon | Edinboro       |
| 7.  | Brad Vering    | Nebraska       |
| 8.  | Nik Fekete     | Michigan State |

#### 285 lb
| Lp. | Zawodnik        | Szkoła        |
| --- | --------------- | ------------- |
| 1.  | John Lockhart   | Illinois      |
| 2.  | Thomas Rowlands | Ohio State    |
| 3.  | Garrett Lowney  | Minnesota     |
| 4.  | Leonce Crump    | Oklahoma      |
| 5.  | Billy Blunt     | Fresno State  |
| 6.  | Paul Hynek      | Northern Iowa |
| 7.  | Matt Brink      | Michigan      |
| 8.  | Jake Vercelli   | Purdue        |